# Spilosoma erythrastis
Spilosoma erythrastis är en fjärilsart som beskrevs av Edward Meyrick 1886. Spilosoma erythrastis ingår i släktet Spilosoma och familjen björnspinnare. Inga underarter finns listade i Catalogue of Life.